# Akona Ndungane
Akona Zilindlovu Ndungane (Mthatha, 20 de febrero de 1981) es un ex–jugador sudafricano de rugby que se desempeñaba como wing. Es hermano gemelo del también jugador de rugby Odwa Ndungane.

## Selección nacional
Fue convocado a los Wallabies entre 1994 y 2002, fue un jugador irregular en su seleccionado. En total jugó 11 partidos y marcó un try.

### Participaciones en Copas del Mundo
Participó de Francia 2007 donde fue convocado por Jake White como suplente de Bryan Habana y JP Pietersen, por lo tanto solo jugó ante las Águilas y se consagró campeón del Mundo.
| Mundial                       | Sede      | Resultado | PJ | Tries |
| ----------------------------- | --------- | --------- | -- | ----- |
| Copa Mundial de Rugby de 2007 | Sudáfrica | Campeón   | 1  | 0     |

## Palmarés
- Campeón del Super Rugby de 2007, 2009 y 2010.